# Than Tun
Than Tun (Kanyutkwin, 1911 – 1968) è stato un politico birmano e leader del Partito Comunista della Birmania dal 1945 fino alla morte.

## Biografia

### Lotta per l'indipendenza
Dopo essersi diplomato a Rangoon, Than Tun cominciò ad insegnare, il che gli aprì le porte allo studio del marxismo, da cui fu notevolmente influenzato. Nel 1936 si unì alla Dobama Asyaone ("Associazione Noi Birmani"), un'organizzazione nazionalista anti-britannica, di cui simpatizzò per l'ala di sinistra. In quest'occasione assunse il nome di Thakin Than Tun (thakin significa "padrone" ed i membri della Dobama Asyaone lo anteponevano al proprio nome per indicare che loro, non gli inglesi, erano i padroni della Birmania). Nel 1937, assieme a U Nu, fondò Il club Nagani ("Dragone Rosso"), impegnato nella traduzione in lingua birmana dei classici marxisti.
Dopo la fondazione del Partito Comunista della Birmania, Than Tun lasciò la Dobama Asyaone e si unì al nuovo Partito. Tuttavia, già nel 1940 venne arrestato dalle autorità britanniche e imprigionato a Insein. Qui, insieme a Thakin Soe, firmò il Manifesto di Isein, indirizzato ai comunisti e ai nazionalisti birmani, in cui si proponeva una momentanea alleanza con la Gran Bretagna per sconfiggere l'imperialismo giapponese, che minacciava di colpire anche la Birmania. Egli sostenne che l'alleanza internazionale anti-fascista e anti-giapponese avrebbe dovuto includere anche l'Unione Sovietica. Tale Manifesto criticò l'operato di Aung San, il quale aveva fondato l'Esercito per l'Indipendenza della Birmania, filo-giapponese.
Dopo la formazione del governo pro-britannico di Ba Maw nel 1942, sostenuto dai comunisti, Than Tun venne rilasciato e divenne ministro della Terra e dell'Agricoltura; fu nello stesso anno che conobbe e sposò Khin Gyi, sorella di Khin Kyi, madre del Premio Nobel per la pace Aung San Suu Kyi. Nel governo, Than Tun lavorò con Aung San, ministro della Guerra, il cui EIB aveva ripudiato l'alleanza con il Giappone e si era schierato con la Gran Bretagna.
Dopo la fine della seconda guerra mondiale e la cacciata del Giappone, nel 1945 Than Tun divenne segretario generale dell'appena fondata Lega della Libertà Popolare Anti-Fascista, composta dal Partito Comunista della Birmania, dal Partito Socialista della Birmania e dall'Esercito Nazionale Birmano. Inoltre, a luglio, il PCB tenne il suo secondo Congresso e Than Tun entrò nel Comitato Centrale e nel Politburo.
Quando Thakin Soe, denunciando il browderismo del PCB, fondò il Partito Comunista della Birmania - Bandiera Rossa, Than Tun rimase fedele all'originale Partito Comunista, ma criticò a sua volta il browderismo finché questo non fu abbandonato.

### La guerra civile
Il PCB continuò a collaborare con la Lega della Libertà Popolare Anti-Fascista, ma quando Aung San - che ne era presidente - accettò i seggi governativi offerti dal governatore britannico, il Partito si oppose strenuamente denunciando la "capitolazione all'imperialismo". In risposta, Than Tun venne deposto dalla carica di segretario generale e il PCB stesso venne espulso dalla coalizione.
Il 4 gennaio 1948 fu dichiarata l'indipendenza, ma il PCB continuò a criticare il governo birmano, diretto ora da U Nu. Questi temette che il Partito volesse organizzare un'insurrezione armata e ordinò l'arresto dei suoi dirigenti il 27 marzo; il 28 marzo Than Tun riuscì a sfuggire all'arresto e fu costretto ad entrare in clandestinità, riparando nella "fortezza operaia" di Pyinmana; da qui, diresse la guerriglia comunista nella Birmania centrale.
In aprile, il Comitato Centrale sollevò Thein Pe (arrestato qualche mese prima) dalla carica di segretario generale ed elesse Than Tun presidente del Partito. Da questa carica, egli si fece promotore di un maoismo ortodosso, filo-cinese e sostenitore della strategia della guerra popolare. Numerosi quadri del Partito vennero inviati in Cina per una formazione ideologica e organizzativa rivoluzionaria.
Nel 1955, Than Tun propose al governo di intavolare trattative di pace, nella speranza che anche in Birmania potesse sorgere una nuova democrazia. Le trattative però fallirono e la guerra civile ricominciò.
Mentre in Cina si svolgeva la Rivoluzione Culturale, Than Tun lanciò una campagna di rettifica nel 1967, colpendo coloro che sostenevano la necessità del processo di pace al posto che continuare la guerra, come il segretario del Partito Yebaw Htay e Bo Yang Aung.
L'anno successivo, in settembre, il Tatmadaw localizzò Than Tun; questi si diede alla fuga, inseguito dalle truppe governative. Il 24 settembre, una sua guardia del corpo lo assassinò, prima di arrendersi al Tatmadaw.
Il PCB lodò Than Tun come un dirigente dotato di grandi capacità non solo ideologiche, ma anche tattiche e organizzative, un eroe nella lotta per la liberazione nazionale e il socialismo. Effettivamente, egli mostrò sempre innate capacità organizzative e diede il suo contributo ad ogni stadio della lotta indipendentista e poi anti-dittatoriale della Birmania.